# Lisa Shaw (House-Sängerin)

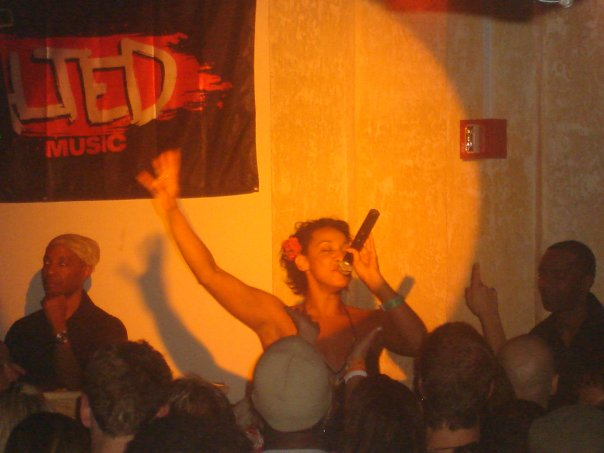
Lisa Shaw

Lisa Shaw (* 1969 in Toronto, Ontario) ist eine kanadische House-Sängerin.

## Biografie
Als die aus Toronto stammende Lisa Shaw im Jahr 1993 ihren Urlaub in New York  verbrachte, entschloss sich die von der dortigen Clubszene begeisterte Sängerin, dort zu bleiben. Es ergaben sich rasch Projekte mit bekannten House-Produzenten. Ab 1995 war sie in zahlreichen Produktionen zu hören. Mit der 2000 erschienenen und von Madonna in der Zeitschrift Rolling Stone gelobten Single Always wurde neben ihrer Stimme auch ihr Name bekannt. Für ihre 2003 produzierte Single Let It Ride wurde sie mit dem Canadian Urban Music Award ausgezeichnet. Seit 2004 kollaboriert sie häufiger mit dem Produzenten Miguel Migs und veröffentlicht auf dessen Label Salted Music. 2005 erschien ihr Debütalbum Cherry, 2006 folgte die Single Born To Fly.

## Diskografie

### Alben
- 2005: Cherry (Naked Music)
- 2009: Free (Salted Music)

### Singles und EPs
- 1997: If I Could (Sirkus)
- 1999: That's Why I'm Here (Yoshitoshi Recordings)
- 2000: Always (Naked Music)
- 2002: Telling On Me (Sirkus)
- 2004: Let It Ride (Remixes) (Naked Music)
- 2005: Cherry (Remixes) (Naked Music)
- 2006: Born To Fly (Naked Music)
- 2008: All Night High (Salted Music)
- 2009: Like I Want To (Salted Music)
- 2009: Music In You (Salted Music)
- 2010: Free (Salted Music)
- 2010: Can You See Him (Salted Music)
- 2012: Honey (Salted Music)
- 2015: Falling (Salted Music)
- 2016: I Can See It (Salted Music)

### Kollaborationen
- 2000: Swingsett & J. Warrin* With Lisa Shaw: Doesn't Make It Right
- 2000: Lisa Shaw/Stereotyp & Soothsayer: Off Limits 2 Part Two
- 2001: Q-Burns Abstract Message Feat. Lisa Shaw: You Are My Battlestar
- 2003: Gonky Business/Lisa Shaw Bare Essentials Vol. 2
- 2004: Miguel Migs Featuring Lisa Shaw: Do It For You
- 2007: Scuba Featuring Lisa Shaw: Love For You
- 2007: Q-Burns Abstract Message Featuring Lisa Shaw: This Time
- 2007: Ethan White And Lisa Shaw: Find The Way
- 2007: Kentaro Takizawa Featuring Lisa Shaw: Can’t Stop
- 2007: Miguel Migs Featuring Lisa Shaw: Those Things
- 2008: Fred Everything Featuring Lisa Shaw: Here I Am
- 2009: New Mondo Featuring Lisa Shaw: I Want Cha
- 2010: Scott Hardkiss Feat. Lisa Shaw: Come On, Come On
- 2010: Hideo Kobayashi Feat. Lisa Shaw: Fearless
- 2011: Nathan G Feat. Lisa Shaw: Together
- 2011: ATFC Feat. Lisa Shaw: Walk Away
- 2012: Julius Papp & Lisa Shaw: Miracle, Way Back
- 2012: Vincenzo feat. Lisa Shaw: Hello
- 2014: Lovebirds feat. Lisa Shaw: Holdin On
- 2016: Miguel Migs feat Lisa Shaw: Waterfall
- 2017: Funkyloco & Lisa Shaw: Stand Up
- 2019: Miguel Migs feat. Lisa Shaw: Moving Light